# فور-لویی
فور-لویی (به فرانسوی: Fort-Louis) یک کمون در فرانسه با جمعیت ۲۹۲ نفر است که در Canton of Bischwiller واقع شده‌است.